# 155-mm-Howitzer M1 und M114
Die 155-mm-Howitzer M1 bzw. M114 war ein als mittlere Feldhaubitze klassifiziertes Geschütz der US-Armee. Ihre Entwicklung begann in den 1930er-Jahren; sie wurde erstmals im Zweiten Weltkrieg eingesetzt. Mit einer 1962 geänderten Bezeichnung blieb sie bis in die 1980er-Jahre bei der US Army im Einsatz.

## Technik
Die 155-mm Howitzer M1 verfügt mit 23 Kaliberlängen über das typische kurze Rohr einer Haubitze. Über und unter dem Rohr sind der hydropneumatische Rohrrücklauf, der den Rückstoß des Geschützes dämpft, und der Vorholmechanismus montiert (System M6), wobei sich der Mechanismus an die Rohrerhöhung anpasst. Das Gewicht des schweren Geschützrohrs ist  federstabilisiert. Der horizontal, seitlich ausschwingende Verschluss mit unterbrochenem Schraubenverschluss mit Schlagzündeinrichtung wird manuell bedient. Die getrennt zu ladenden Geschosse und Kartuschen ermöglichen kurzzeitig 3 Schuss pro Minute und über längere Zeit einen Schuss pro Minute.
Für den Transport wird die Oberlafette mit einer Stütze zwischen Rohrwiege und Rohrschlitten fixiert. In der Feuerstellung wird die ungefederte Unterlafette durch das Absenken einer Hubstütze unter dem Rohr zu einer Dreipunktlafette. Die vordere Bodenplatte der Hubstütze und die durch Erdsporne fixierten und eingegrabenen Enden der Lafettenholme bilden eine stabile Plattform. Die Stützen der Spreizlafette waren zusammenklappbar und fungierten als Deichsel. Gebremst wurden die Räder in der ersten Ausführung elektrisch.
Ein kleinerer Schild gibt geringfügigen Schutz gegen frontalen Beschuss aus leichten Waffen. Der Schild ist auf der linken Seite, beim Richtschützen abklappbar, um erforderlichenfalls ein direktes Richten zu ermöglichen.
Der Seitenrichtbereich betrug 25° nach links und 24° nach rechts.
Der Höhenrichtbereich reichte von −2° bis +63°.
Mit dem M107 Artilleriegeschoss erreichte das Geschütz eine Reichweite von maximal 14.955 m
Die Bedienmannschaft bestand aus elf Mann.

## Entwicklung

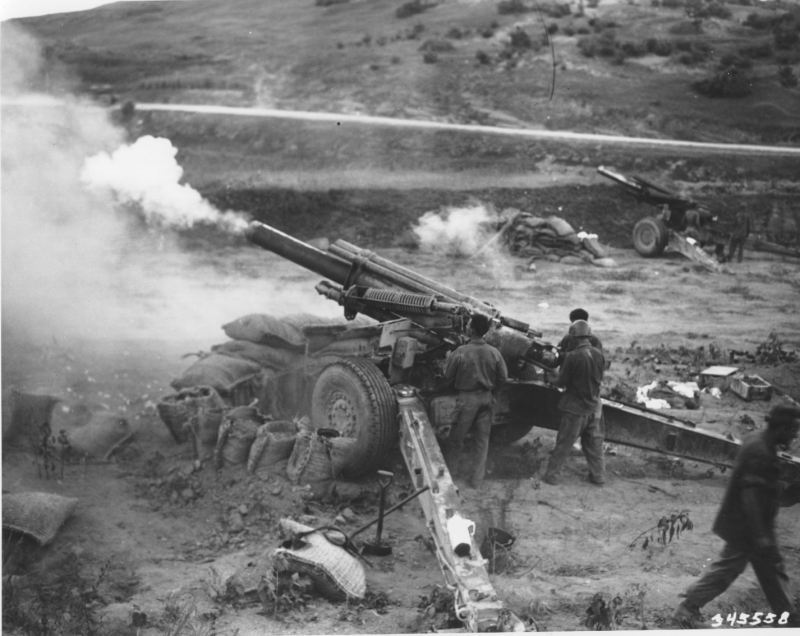
M114-Haubitzen im Einsatz in Korea

Die effektive Entwicklung der 155-mm-Howitzer M1 begann 1934, als die US Army als Ersatz für die 155-mm-Howitzer 1917 ein Geschütz mit größerem Seitenrichtbereich entwickeln wollte. Zuvor hatte man den Austausch bereits seit den 1920er angedacht, doch es fehlten die finanziellen Mittel. Die Entwicklung der Unterlafette war 1939 abgeschlossen, doch erkannte man, dass es nicht sinnvoll war eine Haubitze aus dem Jahr 1917 auf eine moderne Lafette zu setzen. Deshalb wurden weitere Jahre in die Entwicklung der eigentlichen Waffe und Oberlafette investiert.
Im April 1941 wurde der Entwurf des im Mai als 155-mm-Howitzer M1 eingeführten Geschütz angenommen.
Im Verlauf des Zweiten Weltkrieges gab es Verbesserungen an der Unterlafette. So wurde durch die Einführung einer Druckluftbremse die Carriage M1A1 geschaffen. Eine Änderung an der Hubstütze Anfang 1945 führte zur Carriage M1A2.

## Produktion
Die Produktion lief im Oktober 1942 an. Bis zum Ende des Jahres wurden allerdings nur 19 Geschütze produziert. Erst Mitte 1943 konnten größere Produktionszahlen erreicht werden und bis Juni 1945 wurden 4.035 Geschütze fertiggestellt.

## Einsatz
Die 155-mm-Howitzer M1 wurde erst ab 1942 gefertigt, so dass die meisten Artillerieeinheiten in den ersten Kriegsjahren des Zweiten Weltkrieges noch mit den alten, allerdings modernisierten 155-mm-Haubitzen M1917/1918 im Einsatz waren. Bei den Kampfverbänden waren die M1-Howitzer erst nach und nach ab 1943 zu finden.
Typische Zugmittel während des Zweiten Weltkrieges waren M5 High Speed Traktoren und Diamond T 968.
Eingestuft als mittlere Feldartillerie wurden die Geschütze in den Artillerieverbänden der Infanteriedivisionen für die direkte Feuerunterstützung der Divisionen eingesetzt.
Zu Beginn des Kalten Krieges wurden spezielle Schlittschuhe für die Räder erprobt, die Artillery Sled M6 (T21), mit denen die Geschütze auch in schwierigem Gelände beweglich gehalten werden sollten.
Im Koreakrieg wurde das Geschütz zum Beispiel vom 90th Field Artillery Battalion der 24th US Inf.Div., dem 503rd Field Artillery Battalion der 2nd US Inf. Div. und dem unabhängigen 936th Field Artillery Battalion der amerikanischen 8th Army eingesetzt.
In der Folge des Indochinakrieges kam es zum Vietnamkrieg. Das massive stellvertretende Kräftemessen zwischen Westmächten und Ostblock führte zum umfassenden Einsatz der amerikanischen Kriegstechnik, zu der auch die 155-mm-Haubitze zählte.

## 155-mm-Howitzer M114
Trotz ihres Gewichts von fast sechs Tonnen war die 155-mm-Howitzer M1, die inzwischen als M114 bezeichnet wurde, luftverlastbar, was ihr gegenüber den schweren, selbstfahrenden Haubitzen einen Mobilitätsvorteil einbrachte, da sie auch an Orte verlegt werden konnte, die nicht über Straßen erreichbar waren. Hierfür wurden in Vietnam schwere Hubschrauber eingesetzt. Dies war in diesem Konflikt ein besonderer Vorteil, da der undurchdringliche Dschungel für die amerikanischen Artillerieselbstfahrlafetten nahezu unpassierbar war. Im direkten Vergleich mit der deutlich leichteren 105-mm Howitzer M101A1 konnte sie dabei durch das vierfach größere Geschossgewicht, sowie die um drei Kilometer größere Reichweite, überzeugen.
Modernisierungen in den 1960er und 1970er Jahren führten zu den Typen M114A1 und M114A2.
Ab 1982 wurde die M114 A2 vom neuen 155-mm-Howitzer M198 abgelöst, die ausgemusterten Geschütze wurden an andere Länder verkauft und sind zum Teil noch heute im Einsatz.

## Feldhaubitze M1A2 155mm - Bundeswehr
Zur Gründung der Bundeswehr erhielten die deutschen Feldartillerie-Bataillone für ihre 3. Batterien das aus dem US-amerikanischen Bestand stammende Geschütz. Die Bundeswehr übernahm die Waffe vor der Änderung der Bezeichnung durch die US-amerikanischen Streitkräfte und behielt die ursprüngliche Bezeichnung über den Verwendungszeitraum bei.
Mitte der 1960er-Jahre wurde die 155-mm-mittlere-Feldhaubitze M1A2 in den Divisionen mit den M107-Selbstfahrlafetten 175 mm ersetzt und die Geschütze an die Korpsartillerie und an Geräteeinheiten abgegeben. Ein Modernisierungskonzept wurde nicht mehr umgesetzt, da die Einführung der FH-70 (Feldhaubitze 155-1) geplant wurde.
Analog zur Außerdienstnahme bei der US Army erfolgte die Ausmusterung bei der Bundeswehr. Der Bestand wurde, bis auf einige Museumsstücke, an andere NATO-Mitglieder abgegeben.

## Nutzerstaaten
Daten aus
- Argentinien – 11
- Äthiopien – 12
- Belgien – unbekannte Anzahl
- Bosnien und Herzegowina – 126
- Brasilien – 150
- Dänemark – 97
- Deutschland – 100
- Ecuador – 12
- El Salvador – 27
- Griechenland – 270
- Iran – 100
- Israel – 60
- Italien – 423
- Japan – 40
- Jemen – 12
- Jordanien – 40
- Jugoslawien – 225
- Kambodscha – 10
- Kanada – 57
- Laos – 10
- Libanon – 24
- Libyen – 20
- Marokko – 14
- Niederlande – 140
- Norwegen – 72
- Österreich – 24
- Pakistan – 60
- Peru – 36
- Philippinen – 8
- Portugal – 40
- Saudi-Arabien – 50
- Singapur – 16
- Spanien – 96
- Sudan – 12
- Südkorea – 1500
- Taiwan – 250
- Thailand – 68
- Tunesien – 30
- Türkei – 517
- Venezuela – 18
- Vietnam – 100
- Vereinigte Staaten – unbekannte Anzahl